# Dolichos fangitsa
Dolichos fangitsa är en ärtväxtart som beskrevs av René Viguier. Dolichos fangitsa ingår i släktet Dolichos och familjen ärtväxter. Inga underarter finns listade i Catalogue of Life.